# Nomarca

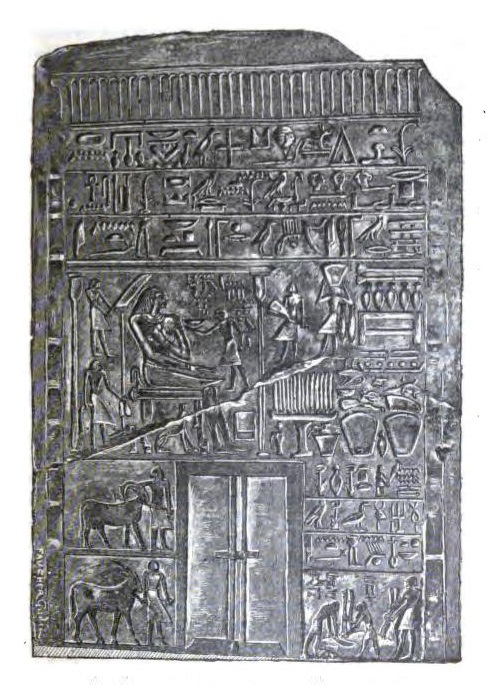
Stele funeraria di Intef, nomarca di Tebe.

Un nomarca (lingua egizia Ḥrj-tp- ꜥꜣ-spꜥꜣt - it. "Gran comandante del distretto") era un governatore provinciale nell'Antico Egitto: il paese era infatti diviso in 42 province chiamate "nòmi" governate ciascuna da un nomarca.

## Etimologia
Il lemma "nomo" deriva dal in greco antico: νομός? nomós "provincia, distretto". "Nomarca" deriva da νομάρχης nomárkhēs : "provincia" + -άρχης "governatore".

## Storia
La divisione formale del regno egiziano in nòmi data al regno di Djoser (III Dinastia) agli inizi dell'Antico Regno (c. 2670 a.C.), e ricalca l'antica geografia dei regni predinastici della valle del Nilo. I nomarchi erano in buona sostanze i successori dei re che il faraone aveva sottomesso creando l'Impero e che si riaffermavano nell'Egitto dinastico quali governatori controllati dal potere centrale.
I primi elenchi topografici dei nòmi dell'Alto e del Basso Egitto risalgono al regno di Niuserra (metà della V Dinastia), quando i nomarchi non vivevano più nella capitale reale ma nei loro governatorati come sovrani de facto indipendenti. Si trattava di un momento molto particolare della storia egizia, durante il quale il potere si andava inarrestabilmente accentrando nelle mani del clero e dei burocrati statali a discapito del faraone, sempre più un semplice monarca divino dal valore simbolico, in un contesto di moltiplicazione dei titoli e di creazione di nuovi uffici specifici che garantissero una più efficiente gestione dell'impero.
Il potere dei nomarchi crebbe con le riforme del secondo successore di Niuserra, Djedkara Isesi, che attuò una riforma dei titoli connessi ai ranghi dei funzionari e dell'amministrazione, formalizzando un'avvenuta decentralizzazione dello stato egiziano. La carica di nomarca divenne quindi rapidamente ereditaria, creando un sistema feudale virtuale in cui le lealtà locali sostituirono lentamente l'obbedienza al faraone. Meno di 200 anni dopo il regno di Djedkare, i nomarchi erano diventati i signori incontrastati delle province. All'alba del Primo periodo intermedio, il potere dei Faraoni dell'VIII dinastia era diminuita al punto che dovevano la loro posizione al supporto dei nomarchi più potenti, ai quali potevano solo conferire titoli e onori.
Il potere dei nomarchi rimase importante durante la successiva rinascita reale promossa dalla XI Dinastia, originariamente una famiglia di nomarchi tebani. Il loro potere diminuì durante la successiva XII dinastia egizia, ponendo le basi per l'apice del potere reale durante il Medio Regno.

### Riutilizzo successivo
Il titolo di nomarca continuò ad essere utilizzato in Egitto sino al periodo romano.
Il titolo è anche in uso nella Grecia moderna per i capi delle prefetture, chiamate appunto nomos (pl. Νομοί, nomoi ; νομαρχία, nomarchia anche usato per riferirsi all'area di competenza di un nomarca).

## Famosi nomarchi
- Sabu, nomarca durante la I Dinastia, attivo sotto il faraone Anedjib.[10]
- Metyen, nomarca nella regione del Delta durante la IV Dinastia, attivo sotto il faraone Snefru.[11]
- Jui, nomarca di Abidos durante la VI Dinastia, padre delle regine Ankhesenpepi I e Ankhesenpepi II.[12]